# Matayba elaeagnoides
Matayba elaeagnoides är en kinesträdsväxtart som beskrevs av Ludwig Radlkofer. Matayba elaeagnoides ingår i släktet Matayba och familjen kinesträdsväxter. Inga underarter finns listade i Catalogue of Life.